# Epicauta oregona
Epicauta oregona es una especie de coleóptero de la familia Meloidae.

## Distribución geográfica
Habita en Oregón (Estados Unidos).